# Claude Besson
Pour les articles homonymes, voir Claude Besson (chanteur) et Besson.

a Compétitions nationales et continentales officielles uniquement.

Claude Besson (né le 5 janvier 1942 à Saint-Astier) est un ancien joueur français de rugby à XV, de 1,68 m pour 70 kg, son poste de prédilection était centre.

## Biographie
International rugby junior, civil et scolaire.
International militaire avec le Bataillon de Joinville où il servira sous les drapeaux pendant 16 mois.
fait ses études  au CREPS de Toulouse,tout en jouant pour le CA Brive.
Enseigne dans l'Académie de Limoges (Lycée d'Objat, puis Collège Rollinat, plus tard Collège Tujac, à Brive-la-Gaillarde)
Tournée en URSS, dans le cadre de l'USFEN
Claude Besson a été finaliste du championnat de France en 1965 avec le CA Brive.
Marié en 1972,  son épouse, Christiane est professeur d'anglais.  Un fils, François naît de cette union.
Ils s'expatrient,et pendant  une douzaine d'années, enseignent outre-mer (Polynésie française).
Ils se réinstallent ensuite en Corrèze.
Il est le frère de Pierre Besson et l'oncle d'Alain Besson

## Palmarès
- Finaliste du Championnat de France de première division en 1965 avec le CA Brive